# Chlorophthalmus punctatus
Chlorophthalmus punctatus är en fiskart som beskrevs av Gilchrist, 1904. Chlorophthalmus punctatus ingår i släktet Chlorophthalmus och familjen Chlorophthalmidae. Inga underarter finns listade i Catalogue of Life.